# Sigurd Kvile
Sigurd Kvile (* 26. Februar 2000 in Bergen) ist ein norwegischer Fußballspieler. Der Innenverteidiger steht seit 2024 beim Fredrikstad FK unter Vertrag.

## Karriere

### Anfänge bei Bergen
Kvile startete seine fußballerische Laufbahn in seiner Heimat beim FK Fyllingsdallen. Dort debütierte er 2015 im Herrenbereich in der fünfthöchsten Spielklasse Norwegens bei der zweiten Mannschaft des FK Fyllingsdallen. Nach sechs Spielen wechselte er im Sommer in die Nachwuchsabteilung von Brann Bergen. Für Brann absolvierte er sieben Spiele für die U16 und sechs Spiele für die zweite Mannschaft, die ebenfalls in der fünfthöchsten Spielklasse spielte. Im Sommer 2017 wechselte er dann zu Fana Fotball, für den er zu zwei Einsätzen in der zweiten Mannschaft in der sechsthöchsten Spielklasse kam. Dazu kamen zwei Einsätze in der vierthöchsten Spielklasse für die erste Mannschaft von Fana Fotball.

### Sarpsborg 08 FF
Im Sommer 2018 folgte der Wechsel in den Osten Norwegens zum Erstligisten und Europa-League-Teilnehmer Sarpsborg 08 FF. Bei diesem war er für die U19 und die zweite Mannschaft vorgesehen. Bei der U19 absolvierte er 14 Spiele und für die zweite Mannschaft 26 Partien in der viertklassigen Norsk Tipping-Liga. Außerdem gehörte er am 15. Spieltag der Eliteserien 2019 zum Kader des A-Teams, blieb aber beim 3:3 gegen Stabæk Fotball ohne Einsatz. In der Saison 2020 gehörte er ebenfalls dreimal zum Aufgebot der ersten Mannschaft, blieb jedoch ohne Einsatz.

### Åsane Fotball
Im September 2020 wechselte Kvile zu Åsane Fotball in die zweithöchste Liga Norwegens. Er unterschrieb dort einen Vertrag bis Ende 2022. Sein Debüt in der OBOS-Liga feierte er am 25. September 2020 im Auswärtsspiel bei Ranheim IL. Kvile wurde in der 86. Spielminute beim Stand von 3:1 für das Heimteam eingewechselt und konnte am Endergebnis nichts mehr ändern. Im weiteren Saisonverlauf konnte er sich mit Åsane für die Aufstiegsspiele zur Eliteserie qualifizieren. In der ersten Runde konnte man Raufoss IL mit 3:1 besiegen, Kvile spielte 13 Minuten. In der zweiten Runde musste man sich allerdings Ranheim IL mit 4:1 geschlagen geben, Kvile wurde zur zweiten Hälfte eingewechselt. Insgesamt absolvierte er 12 Partien in der OBOS-Liga für Åsane.

### FK Bodø/Glimt
Im März 2021 unterschrieb Kvile einen Vierjahresvertrag beim amtierenden norwegischen Meister. Sein Debüt für Bodø feierte er am 9. Mai 2021, am ersten Spieltag der neuen Saison 2021. Er wurde in der 86. Minute beim 3:0 gegen Tromsø IL eingewechselt und feierte sein Eliteserien-Debüt. In seiner ersten Saison spielte er insgesamt 10-mal in der Liga sowie viermal (ein Tor) im norwegischen Pokal. Auch sein Debüt auf internationaler Ebene feierte er bei Bodø/Glimt; am 14. Juli 2021, beim Rückspiel der 1. Runde der Champions-League-Qualifikation gegen Legia Warschau wurde er in der 60. Minute beim Stand von 0:1 eingewechselt; am Ende verlor Bodø/Glimt mit 0:2. In der 2. Runde der Europa-Conference-League-Qualifikation kam Kvile erneut zum Einsatz beim 3:0-Auswärtssieg über Valur Reykjavík. Am Ende der Saison 2021 konnte er mit Bodø/Glimt die norwegische Meisterschaft feiern. Im März 2022 hatte er seinen ersten Einsatz in der K.-o.-Runde der Conference League 2021/22. Im Achtelfinalrückspiel bei AZ Alkmaar wurde er zur zweiten Hälfte der Verlängerung für Marius Høibråten eingewechselt. Auch im Viertelfinale gegen die AS Roma wurde er zweimal eingewechselt.
Nachdem er in den ersten vier Spielen der Spielzeit 2022 nicht zum Einsatz gekommen war, wurde er bis Ende Mai an den  Erstligakonkurrenten Kristiansund BK ausgeliehen. Für Kristiansund kam er am 5. Spieltag zu seinem ersten Einsatz. Im Auswärtsspiel bei FK Haugesund musste er allerdings bereits nach 11 Minuten verletzt ausgewechselt werden. Nach dem Spiel wurde ein Schlüsselbeinbruch festgestellt. Für die Operation und das anschließende Aufbautraining kehrte er zu Bodø zurück. Sein Comeback feierte er am 15. Spieltag: beim 5:0-Heimsieg gegen FK Jerv wurde er zur Halbzeit eingewechselt. In der Folge sammelte er Spielpraxis bei der zweiten Mannschaft, für die er sieben Partien bestritt. Ende September 2022 wechselte er erneut auf Leihbasis zu Kristiansund und absolvierte in der Rückrunde 2022 noch drei Partien sowie ein Spiel in der 3. Pokalrunde.
Zur Eliteserien 2023 wurde Kvile wiederum ausgeliehen, diesmal bis Anfang August zu Sarpsborg 08. Er kam aber zunächst erneut aufgrund von Verletzungsproblemen nicht zum Einsatz. Sein Comeback für Sarpsborg hatte er in der 2. Runde des norwegischen Pokals; beim 5:3 n. V. bei Frigg Oslo FK wurde er in der 101. Spielminute eingewechselt. In der Eliteserie wurde er erstmals am 9. Spieltag bei der 1:2-Auswärtsniederlage bei Tromsø IL in der 88. Minute eingewechselt. Er absolvierte insgesamt vier Partien in der Eliteserie für Sarpsborg sowie drei Partien im norwegischen Pokal.

### Fredrikstad FK
Ende August 2023 wurde Kvile zum dritten Mal in Folge verliehen, diesmal mit Kaufoption zum Fredrikstad FK in die OBOS-Liga. Sein Debüt gab er am 24. Spieltag der OBOS-Liga 2023; beim 2:1-Auswärtssieg bei Ranheim IL wurde er in der 78. Spielminute für Brage Skaret eingewechselt. Kvile spielte im Laufe der Saison sechsmal für Fredrikstad, fünf dieser Begegnungen wurde gewonnen. Am Ende der Saison stieg FFK in die Eliteserie auf. Die Kaufoption von Kvile wurde durch den Aufstieg automatisch aktiviert und der Innenverteidiger unterschrieb einen Vertrag bis Ende 2026. In seiner zweiten Saison bei Fredrikstad konnte sich Kvile vom Anfang der Saison als Stammspieler etablieren. Er absolvierte 24 Partien in der Eliteserie, dabei erzielte er am 3. Spieltag beim 2:2 gegen Sarpsborg 08 ein Tor. Auch im Pokal kam Kvile häufig zum Einsatz, ab der 3. Runde absolvierte er jede Begegnung. Im Finale kam Kvile ebenfalls zum Einsatz und konnte nach dem 5:4 i. E. über Molde FK den zwölften Pokalsieg Fredrikstads feiern.

## Erfolge
- Norwegischer Meister 2021 mit FK Bodø/Glimt
- Aufstieg in die Eliteserie 2023 mit Fredrikstad FK
- Norwegischer Pokalsieger 2024 mit Fredrikstad FK